# Peziza
A Peziza  a tömlősgombák (Ascomycota) törzsének Pezizomycetes osztályába, a csészegombák (Pezizales) rendjének csészegombafélék (Pezizaceae) családjába tartozó gombanemzetség. Szaprofita életmódú gombák tartoznak ide, legtöbbjükről nem tudjuk, ehető-e, és a fajok meghatározása is problémás.

## Fajlista
A nemzetségbe a következő fajok tartoznak:
- Homoki csészegomba (Peziza ammophila) Durieu & Mont. (1846-47) [1846]
- Peziza ampelina Quél. (1880)
- Peziza austrogeaster (Rodway) Rifai
- Barna csészegomba (Peziza badia) Pers. (ehető)
- Peziza badioconfusa Korf (1955) [nom. nov.[1]]
- Peziza bovina W. Phillips (1879)
- Peziza cerea Sowerby (1795-97)
- Peziza domiciliana Cooke (1877)
- Peziza fimeti (Fuckel) Seaver (1928)
- Peziza micropus Pers. (1800)
- Peziza moravecii (Svrcek) Donadini (1978)
- Peziza natrophila N. Khan (1977) [1976]
- Peziza nivalis (R. Heim & L. Remy) M.M. Moser (1974)
- Peziza ostracoderma Korf (1961) [nom. nov.]
- Peziza petersii Berk. (1875)
- Peziza repanda Wahlenb. (1820)
- Peziza saniosa Schrad. (1799)
- Sárgatejű csészegomba (Peziza succosa) Berk. 1841
- Változékony csészegomba (Peziza varia) Alb. & Schwein.
- Melegágyi csészegomba (Peziza vesiculosa) (típusfaj)
- Peziza violacea Pers. (1794)
- Peziza whitei (Gilkey) Trappe (1975)

## Külső hivatkozások
- Peziza
- Photos of a few Peziza species
- Photos of a few Peziza species

## Fordítás
- Ez a szócikk részben vagy egészben a Peziza című angol Wikipédia-szócikk ezen változatának fordításán alapul.  Az eredeti cikk szerkesztőit annak laptörténete sorolja fel. Ez a jelzés csupán a megfogalmazás eredetét és a szerzői jogokat jelzi, nem szolgál a cikkben szereplő információk forrásmegjelöléseként.